# Israel Cook Russell

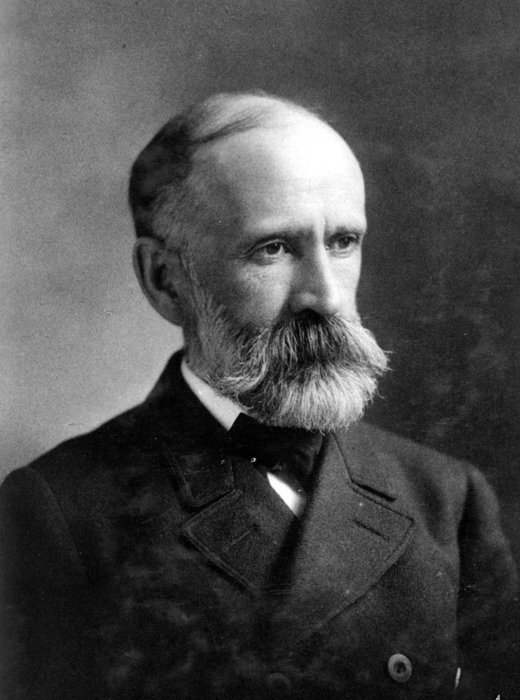
Israel Cook Russell

Israel Cook Russell (* 10. Dezember 1852 in Garratsville, New York; † 1. Mai 1906) war ein US-amerikanischer Geologe.

## Leben
Russell studierte an der New York University (Bachelor-Abschluss 1872 in Naturwissenschaft und Bauingenieurwesen) und der School of Mines der Columbia University (Master-Abschluss 1875), an der er von 1875 bis 1877 Assistant Professor für Geologie war. 1874 nahm er an einer US-Expedition zum Studium des Venus-Transits in Neuseeland teil (und unternahm bei dieser Gelegenheit eine Weltreise) und ab 1878 war er beim US Geological and Geographical Survey West of the 100. Meridian. Ab 1880 war er beim US Geological Survey und erforschte 1881 bis 1885 das Gebiet des Mono Lake in Kalifornien, insbesondere dessen Quartärgeologie. Ab 1889 forschte er in Alaska. 1892 wurde er Professor für Geologie an der University of Michigan.
1906 war er Präsident der Geological Society of America. Er war Mitglied der American Academy of Arts and Sciences.
Ein Fjord, ein Gletscher und ein Berg in Alaska sind nach ihm benannt, sowie ein Gletscher am Mount Rainier, ein Berg und ein prähistorischer See in Kalifornien.

## Schriften
- Quaternary History of Mono Valley, California. 1884
- Geological History of Lake Lahontan: A Quaternary Lake of Northwestern Nevada. US Geological Survey, Washington 1885, archive.org
- The Newark System. In: Bulletin US Geological Survey, Nr. 85, 1892
- Lakes of North America. Ginn, Boston 1895, archive.org
- Present and Extinct Lakes of Nevada. 1896
- Glaciers of Mount Rainier. In: Annual Report US Geological Survey, 1898
- Glaciers of North America. Ginn, Boston 1904 (zuerst 1897), archive.org
- Volcanoes of North America. Macmillan, 1924 (zuerst 1897), archive.org
- Rivers of North America. Putnam’s, 1898, archive.org
- North America. Appleton, 1904 (zuerst 1900), archive.org